# Congo's Caper
 (avril 2017).
Si vous disposez d'ouvrages ou d'articles de référence ou si vous connaissez des sites web de qualité traitant du thème abordé ici, merci de compléter l'article en donnant les références utiles à sa vérifiabilité et en les liant à la section « Notes et références ».
Congo's Caper (connu au japon  sous le nom Tatakae Genshijin 2 : Ruki no Bōken (戦え原始人2 ルーキーの冒険) est un jeu vidéo d'action/plates-formes en 2D, développé et édité par Data East sur Super Famicom au Japon le 18 décembre 1992, suivi de l'Amérique du Nord et de l'Europe en 1993. Ce jeu est techniquement le deuxième opus de la série Joe and Mac (Joe and Mac 2), bien que le héros soit différent.

## Synopsis
L'histoire se déroule dans un monde préhistorique imaginaire. Deux singes Congo et Congette découvrent un rubis rouge et se voient transformer en moitié singe, moitié homme. À ce moment-là, un démon kidnappe Congette, et Congo part à sa rescousse.

## Système de jeu
Les niveaux sont représentés sur une carte semblable à celle de Super Mario World.
Congo est armé d'une massue. Il doit récolter le maximum de pierres précieuses, les pierres jaunes donnent des vies supplémentaires tandis que les pierres rouges le transforme de singe à humain, à superhumain. Dans les zones bonus, Congo est accompagné d'un ptérodactyle rose.
Il y a une option 2 joueurs dans les versions non-japonaises du jeu.